# Bắc Chu Hiếu Mẫn Đế
Bắc Chu Hiếu Mẫn Đế (chữ Hán: 北周孝閔帝) (542-557, tại vị: 557) là vị Hoàng đế đầu tiên của nhà Bắc Chu.

## Thân thế
Ông nguyên tên là Vũ Văn Giác (giản thể: 宇文觉; phồn thể: 宇文覺; bính âm: Yǔwén Jué), tên tự Đà La Ni (陀羅尼), người tộc Tiên Ti. Ông là con thứ ba của Vũ Văn Thái, quyền thần nhà Tây Ngụy, người đặt nền móng cho nước Bắc Chu.

## Hoàng đế khai quốc
Sử chép từ nhỏ ông có tính tình nhã nhặn. Sau khi Thừa tướng của Tây Ngụy là Vũ Văn Thái ốm chết năm 556, cháu Vũ Văn Thái là Vũ Văn Hộ ủng lập Vũ Văn Giác thế tập ngôi vị Thừa tướng Tây Ngụy. Tháng Giêng năm sau, Vũ Văn Hộ ép Tây Ngụy Cung Đế Thác Bạt Khuếch phải nhường ngôi hoàng đế cho Vũ Văn Giác, khi đó mới 15 tuổi. Vũ Văn Giác lên ngôi xưng đế, xây dựng kinh đô Trường An, lập quốc hiệu là Chu, sử gọi là Bắc Chu. Tuy nhiên, ông không sử dụng tước hiệu "Hoàng đế" mà dùng tước hiệu "Thiên vương".

## Trị vì và qua đời
Mặc dù là Hoàng đế khai quốc nhưng trên thực tế quyền lực triều đình Bắc Chu đều do anh họ ông là đại tư mã Vũ Văn Hộ nắm giữ. Vũ Văn Hộ chuyên quyền lộng hành, khiến một số nguyên lão đại thần trong triều không phục. Thái phó Triệu Quý có âm mưu ám sát Vũ Văn Hộ, nên tìm thái bảo Độc Cô Tín để bàn bạc. Độc Cô Tín tuy có khuyên can nhưng cũng không tố giác. Sau này có người đã tố giác chuyện này, Vũ Văn Hộ lập tức cho giết Triệu Quý, còn Độc Cô Tín cũng bị cách chức quan, không lâu sau thì bị ban chết.
Vũ Văn Giác bấy giờ tuy mới 16 tuổi cũng muốn tự mình chấp chính, nên rất bất mãn với sự chuyên quyền của Vũ Văn Hộ. Tháng 4 năm 557, Vũ Văn Giác liên hệ với một số đại thần như Lý Thực, Mã Tôn Hằng và Ất Phất Phượng chuẩn bị nhân cơ hội mở tiệc đãi công khanh để bắt giết Vũ Văn Hộ, nhưng bị Vũ Văn Hộ phát hiện. Tuy nhiên lần này Vũ Văn Hộ lại có lệnh cấm sát sinh, nên chỉ điều hai đại thần xuống huyện làm quan địa phương.
Ất Phất Phượng may mắn được giữ lại vẫn không nản lòng, vẫn ráo riết lên kế hoạch để nhân cơ hội Vũ Văn Thái bày yến tiệc đãi quần thần mà thủ tiêu Vũ Văn Hộ, tuy nhiên một lần nữa bị Vũ Văn Hộ phát hiện. Lần này, Vũ Văn Hộ triệu tập các thân tín đến giết Ất Phất Phượng.
Vũ Văn Hộ sau đó ép Vũ Văn Giác nhường ngôi. Vị Hoàng đế khai quốc Vũ Văn Giác trị vì chưa đầy 8 tháng thì bị phế truất và bị giáng xuống làm Lược Dương công. Một tháng sau Vũ Văn Hộ lại cho người ám sát Vũ Văn Giác để ngừa hậu hoạn.
Sau khi chết, Vũ Văn Giác được an táng tại Tĩnh Lăng (nay thuộc khu vực Phú Bình, Thiểm Tây) và được tôn thụy hiệu là Hiếu Mẫn hoàng đế (孝閔皇帝).

## Thông tin cá nhân

### Thê thiếp
- Nguyên Hồ Ma (元胡摩 , ? - 616) , người Lạc Dương , cha là Tây Ngụy Văn đế , mẹ là Tịch Huy Hoa (席晖华) , phong hiệu Tân An Công chúa (晋安公主).
- Phu nhân Lục thị (夫人陆氏)
- Phu nhân Bành thị

### Con cái
Vũ Văn Khang (宇文康 , ? -576) , con trai duy nhất , mẹ là Lục phu nhân. Bị Bắc Chu Vũ đế ban tử. Có một con trai , bị Tùy Văn đế giết chết. 